# Јеленово уво
  је јестива печурка из породице рупичавки Polyporaceae. Клобуци су многобројни, и више од сто их је скупљено заједно, нарасту 20-60 cm у висине и ширину. Поједини клобуци су сиви или смеђи, у почетку избочени, касније отворени, у средини улекнути, љускасто испуцани, меснати, широки 2-6 cm. Цевчице су беле, јако кратке, спуштају се низ стручак. Стручак је бео, заједнички свим клобуцима, разгранат, меснат, пун, тврд, меснат, дебео до 5 cm, висок до 10 cm. Месо је бело, мекано, у старости постане мало жилаво, мирише на брашно. Споре су елиптичне, отрусина је бела.

## Станиште
Распрострањена је у Европи, Азији и Северној Америци. Расте од лета до зиме, од јуна до новембра. Станиште су јој букове и храстове шуме где расте привидно на тлу, уз стара стабла и пањеве, у низинским и брдским подручјима. Строго је заштићена гљива.

## Етимологија
Латински назив рода Polyporus, потиче од грчких речи polys (много) и poros (отвор), због многобројних отвора цевчица с доње стране клобука гљиве. Име врсте umbellatus значи штитаст, указује на облик гљиве. На страним језицима називи су (енгл. lumpy bracket, umbrella polypore),,,, (словен. razvejani luknjičar, hrastov luknjičar).

## Употреба
Јестива је гљива, одличне квалитете. Осим уобичајене припреме може се конзервирати у оцту или уљу.